# 78'eren
78'eren er navnet på Shu-bi-duas femte album, som udkom på LP i 1978 og senere blev genudgivet på CD i 1990. Albummet blev igen genudgivet i remasteret version på CD, LP og som download i 2010 under navnet "Deluxe udgave".
Albummet er det eneste af Shu-bi-duas studiealbum, som ikke umiddelbart er nummereret fortløbende, men alligevel er nummeret (5) at se som apostroffen i titlen på pladecoveret.
Albummet havde i 1981 solgt 225.000 eksemplarer.

## Spor
| #   | Titel                                       | Længde |
| --- | ------------------------------------------- | ------ |
| 1.  | "Colour på tossen"                          | 3:40   |
| 2.  | "Danmark"                                   | 3:17   |
| 3.  | "Drømmeland"                                | 3:33   |
| 4.  | "Greven ud af luften"                       | 4:04   |
| 5.  | "Branden på Muddergården (temaet fra)"      | 2:26   |
| 6.  | "Den røde tråd"                             | 3:27   |
| 7.  | "Det ville glæde min hat"                   | 2:42   |
| 8.  | "Knuden"                                    | 3:13   |
| 9.  | "Hånden uden hår"                           | 4:08   |
| 10. | "Phil & Delphia"                            | 2:50   |
| 11. | "Ål i rejer"                                | 0:12   |
| 12. | "Danmark" (live, bonus)                     | 3:27   |
| 13. | "Coloradio city" (bonus)                    | 3:31   |
| 14. | "Bundesen & Hardinger – Om 78'eren" (bonus) | 4:25   |

Spor 12 og 13 er bonusnumre, som kun findes på de remasterede cd- og downloadudgaver fra 2010, og spor 14 findes kun hos enkelte downloadforretninger. Spor 12 stammer fra Leif i Parken, og "Coloradio city" er en amerikansk udgave af "Colour på tossen", som tidligere er udgivet på Shu-bi-læum.
Alle titler og sporlængder er taget fra 2010-downloadudgaverne.
Sangen "Danmark" blev i 2006 optaget i Kulturkanonen blandt 12 evergreens.